# Дворжак, Томаш (хоккеист)
Томаш Дворжак (чеш. Tomáš Dvořák; 7 мая 1995, Гавличкув-Брод, Чехия) — чешский хоккеист, защитник. Сейчас играет за клуб чешской Экстралиги «Спарта Прага» и сборную Чехии по хоккею.

## Карьера
Томаш Дворжак является воспитанником клуба «Гавличкув-Брод». В 2012 году перешёл в команду «Энергия Карловы Вары», за которую на протяжении 5 сезонов, сначала в Молодёжной хоккейной лиге, а затем в чешской Экстралиге. В матче всех звёзд МХЛ 2014 года Дворжак стал автором победной шайбы. С сезона 2017/18 играет за пражскую «Спарту». При Йозефе Яндаче часто привлекался в сборную Чехии.

## Достижения
- Бронзовый призёр чемпионата Чехии 2021

## Статистика
Обновлено на конец сезона 2020/2021
- Чешская экстралига — 348 игр, 51 очко (14+37)
- МХЛ — 136 игр, 35 очков (8+27)
- Чешская первая лига — 12 игр, 3 очка (0+3)
- Сборная Чехии — 13 игр, 1 очко (0+1)
- Всего за карьеру — 509 игр, 90 очков (22+68)